# Ed Badger
Edward William  Badger, más conocido como Ed Badger (nacido el 5 de diciembre de 1932 en West New York, Nueva Jersey), es un entrenador de baloncesto estadounidense. Especializado en los banquillos del baloncesto como entrenador asistente en la NBA, llegó a ser entrenador principal de los Chicago Bulls durante dos temporadas y de la Universidad de Cincinnati por un espacio de cinco años.

## Trayectoria
- Estados Unidos (1973)
- Chicago Bulls (1974-1976), (Asist.)
- Chicago Bulls (1976-1978)
- Universidad de Cincinnati (1978-1983)
- Cleveland Cavaliers (1983-1984), (Asist.)
- Boston Celtics (1984-1988), (Asist.)
- Charlotte Hornets (1988-1990), (Asist.)
- Indiana Pacers (1992-1993), (Asist.)
- Miami Heat (1994-1995), (Asist.)
- Philadelphia 76ers (1996-1997), (Asist.)